# Endopterygota

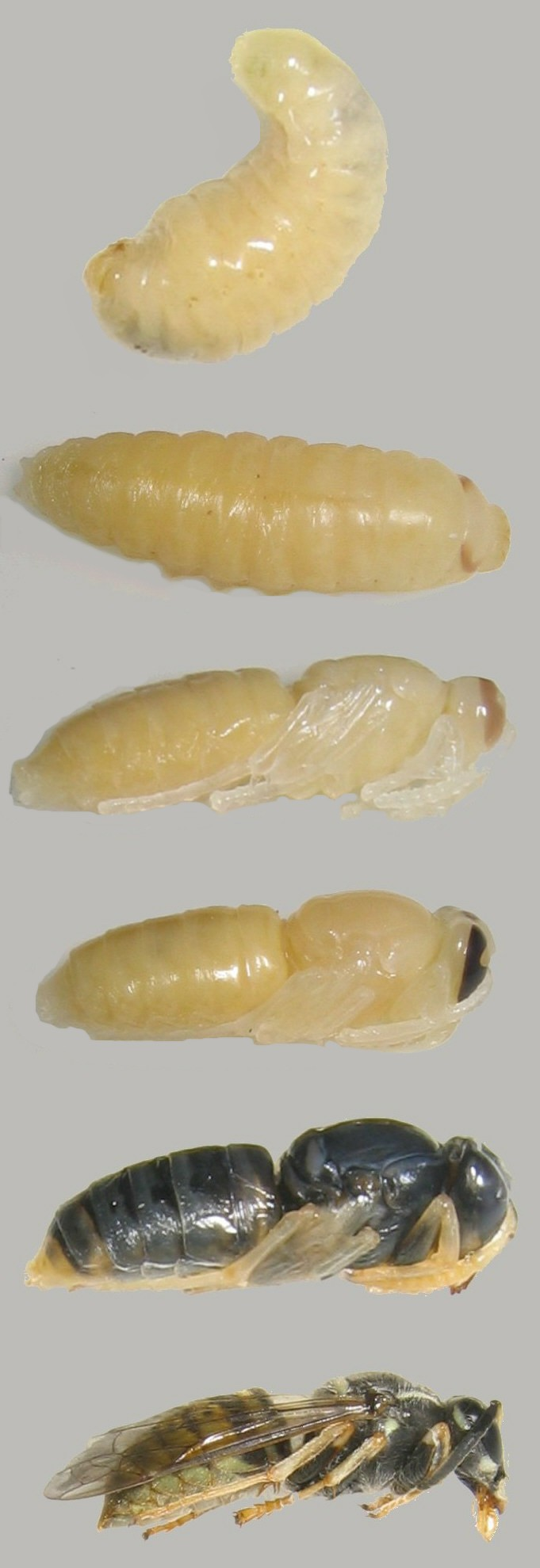
Holometabolismo o metamorfosis completa en Hymenoptera.

Los endopterigotos (Endopterygota) son un superorden que incluye a todos los insectos con metamorfosis completa (holometábolos), es decir, cuyo desarrollo pasa por tres estadios muy distintos, larva, pupa e imago (adulto); en muchos lepidópteros la pupa se denomina crisálida (del griego χρυσός, chrysos, "oro") por sus colores brillantes.
Cuenta con un total de 850 000 especies identificadas, agrupadas en once órdenes. Incluye a algunos de los insectos más familiares, tales como escarabajos, moscas, mariposas, abejas, avispas, etc. Los órdenes más numerosos son: Coleoptera, Diptera, Hymenoptera, Lepidoptera. Además están Mecoptera, Megaloptera, Neuroptera, Raphidioptera, Siphonaptera, Strepsiptera y Trichoptera.
Se diferencian de los exopterigotos (Exopterygota o Hemipteroidea) por la forma en que se desarrollan las alas. En Endopterygota (alas formadas interiormente) las alas se desarrollan en el interior del cuerpo durante la metamorfosis completa.
En Exopterygota las alas se forman en el exterior. Los exopterigotos no pasan por un estadio de pupa, es decir que no tienen una metamorfosis completa. Esta última característica no es exclusiva de los exopterigotos, la poseen también otros grupos de insectos como las libélulas, saltamontes, etc.
El primer insecto fósil holometábolo encontrado data del Carbonífero superior; se trata de una larva eruciforme (en forma de oruga) de tipo mecopteroide-himenopteroide.

## Sistemática
Superorden Endopterygota
- Hymenoptera (hormigas, abejas, etc.)
- Coleoptera (escarabajos)
- Strepsiptera (estrepsípteros)
- Raphidioptera (rapfidiópteros)
- Megaloptera (Sialidae, etc.)
- Neuroptera
- Mecoptera
- Siphonaptera (pulgas etc.)
- Diptera (moscas, etc.)
- Protodiptera †
- Trichoptera (tricópteros)
- Lepidoptera (mariposas, polillas)

Incertae sedis
- Glosselytrodea †
- Miomoptera †

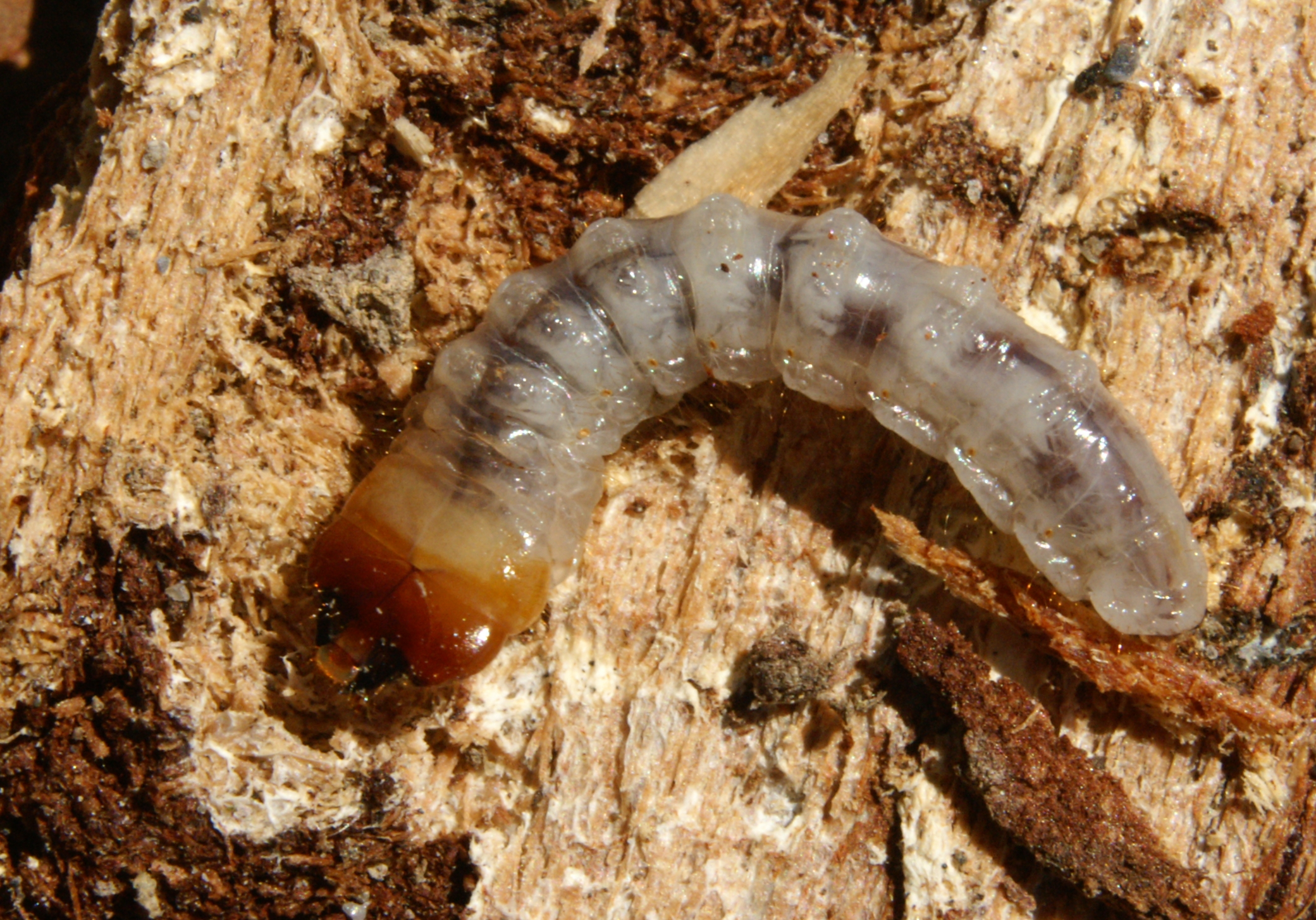
Larva de coleóptero
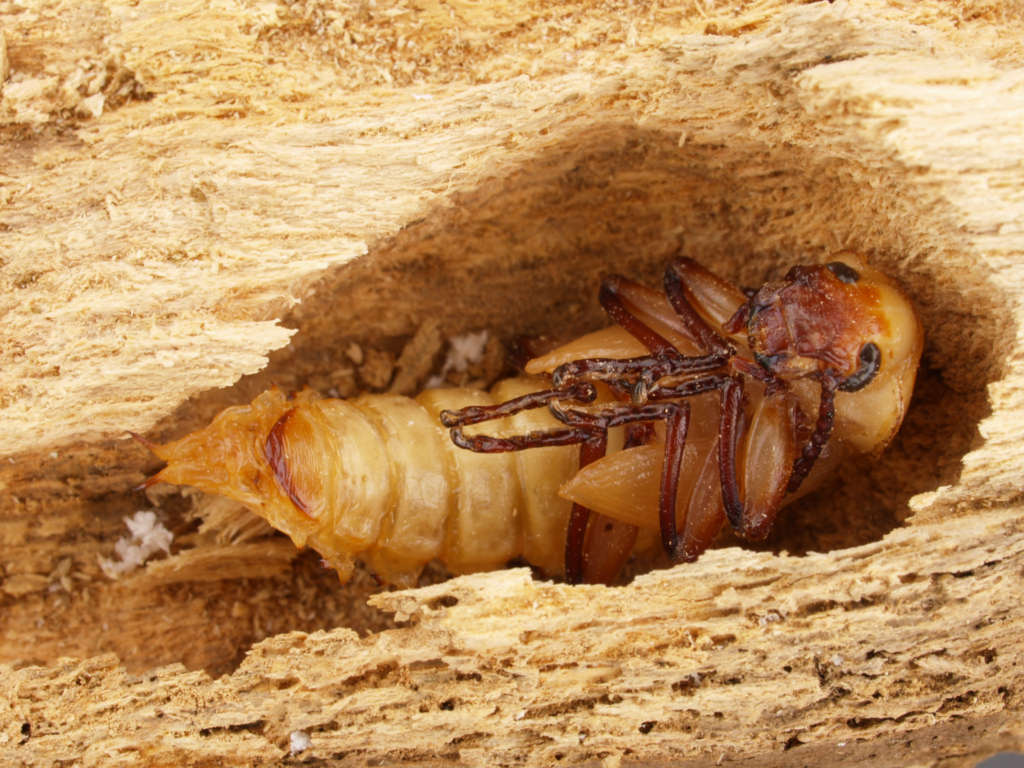
Pupa de coleóptero
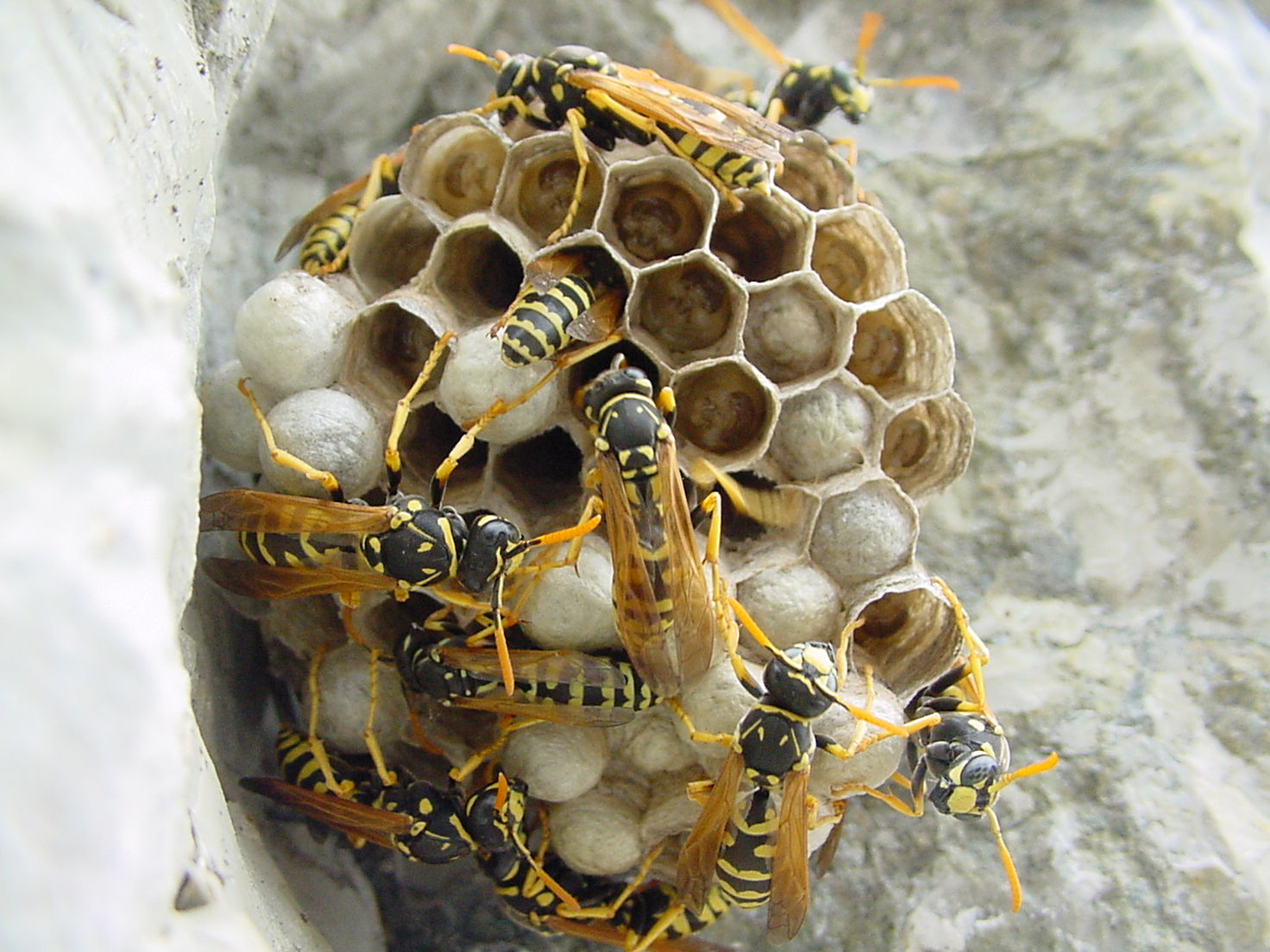
Avispas alimentando sus larvas